# Koenraad van Hochstaden

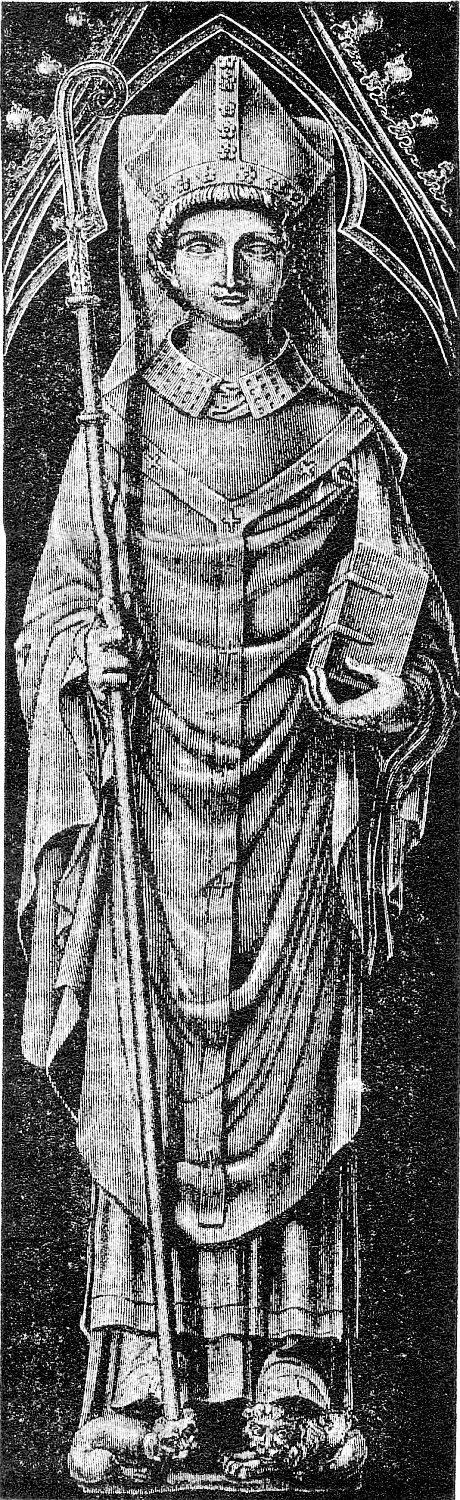
Graftombe van Koenraad von Hochstaden in de Johanneskapel in de dom van Keulen.

Koenraad von Hochstaden (ook Koenraad van Are-Hochstaden) (ca. 1205 - 28 september 1261) was als Koenraad I  van 1238 tot 1261 aartsbisschop van Keulen.

## Levensloop
Hij was een zoon van Lothar I van Hochstoden en Mathilde van Vianden. Zijn geboortedatum is onbekend en er is niets bekend over zijn jeugd. In 1216 trad hij in bij de paters van de kerk van Wevelinghoven bij Düsseldorf, in 1226 werd hij kanon en enkele jaren later proost van de kathedraal van Keulen. Na de dood van Hendrik von Müllenark op 26 maart 1238 verkoos het kapittel van de kathedraal van Keulen Koenraad als aartsbisschop van Keulen. Hij ontving de aartsbisschopsstaf van Keizer Frederik II in augustus het zelfde jaar in Brescia.
- Gemeinsame Normdatei: 118713930
- International Standard Name Identifier: 0000 0003 5793 8748
- Système universitaire de documentation: 139161716
- Virtual International Authority File: 201209660